# Discocyrtus antiquus
Discocyrtus antiquus is een hooiwagen uit de familie Gonyleptidae.